# Apple W3
Der Apple W3 ist ein System-on-a-Chip, das von Apple am 12. September 2018 auf einem Apple Special Event vorgestellt wurde. Es ist Bestandteil der Apple Watch Series 4, die erstmals in einer kleineren 40-mm- und einer größeren 44-mm-Variante erhältlich ist. Im Gegensatz zu seinen Vorgängern ist er zum ersten Mal im 7-nm-Verfahren gefertigt, was niedrigeren Stromverbrauch ermöglicht.